# ライブドアユニオン
ライブドアユニオン（英語：livedoor Union）は、株式会社ライブドアの労働組合である。

## 概要
2007年（平成19年）3月2日に、厚生労働省記者クラブに於いて発足を発表した。